# 星团

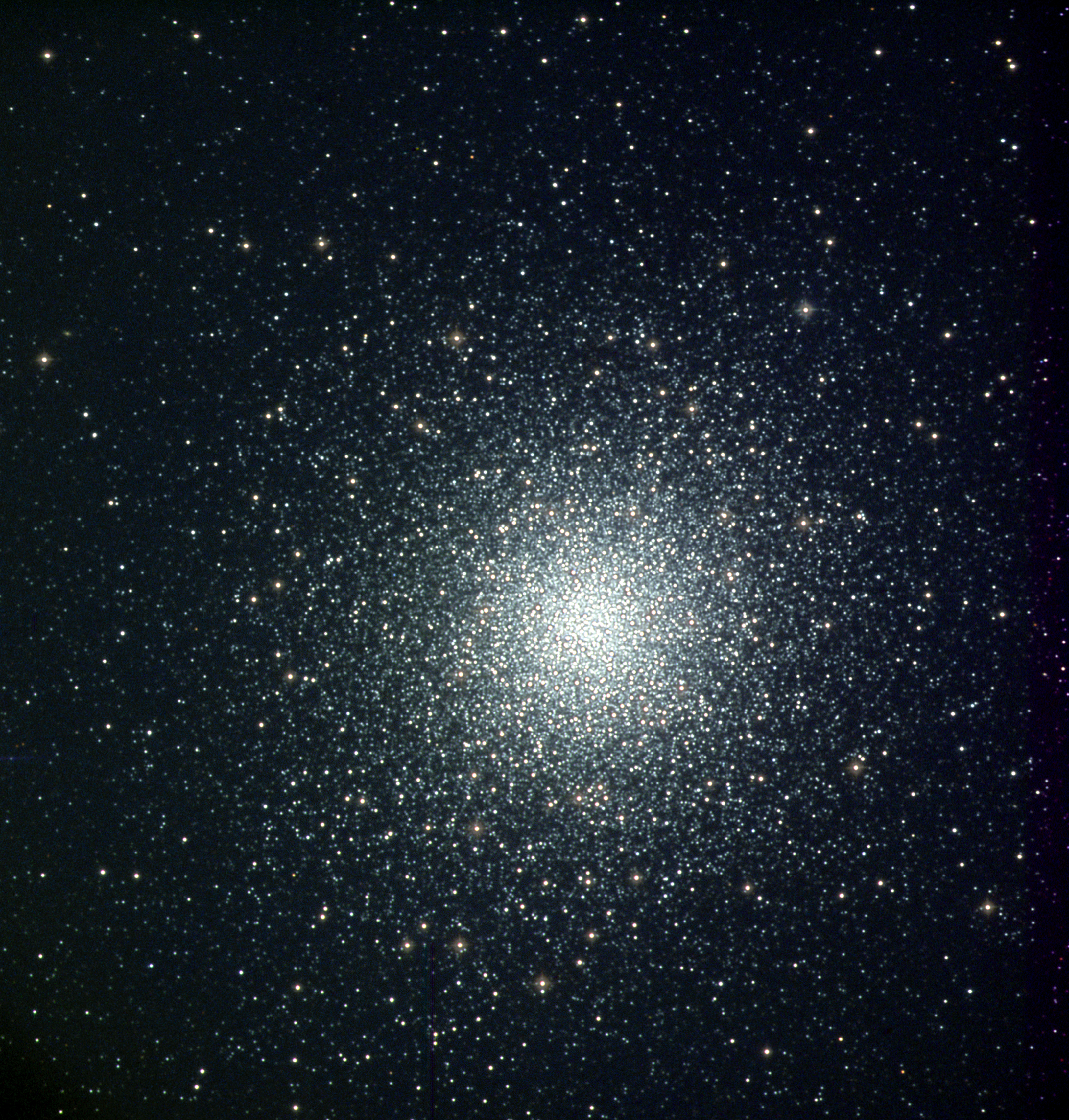
在武仙座的M 92。

星团，即恆星集團，又称恆星雲，是恆星组成的集團，可以區分為兩種類型：球狀星團是由成千上萬顆老年恆星被萬有引力緊密束縛在一起的恆星集團；而疏散星團一般只有數百顆恆星，而且通常都很年輕的恆星組成，是結構較為鬆散的恆星集團。
疏散星團在銀河系中運動時會受到巨大分子雲的影響，而隨著時間的流易逐漸瓦解，但星團中的成員即使不再受彼此間的引力約束，但仍將繼續維持大致相同的運動方向在空間中移動；然後他們會被稱為星協或是移動星群。肉眼可見的恆星集團包括昴宿星團、畢宿星團和蜂巢星團。

## 球狀星團
球狀星團或GC，是數萬顆至數百萬顆恆星聚集在10至30光年直徑的空間，外觀大致呈圓形的恆星集團。它們通常包含很老的第二星族星－只比宇宙本身年輕數億歲－多數的顏色是紅色或黃色，質量則少於兩倍的太陽質量。這樣的恆星在集團中佔了主導地位，因為更大和更熱的恆星已經成為爆炸超新星，或是經由行星狀星雲演化進入結束階段的白矮星。但是，依然有少數藍色的恆星存在球狀星團內，這些恆星被稱為藍掉隊星，被認為是在恆星密集的內部區域，經由恆星合併而形成的。
在我們的銀河系，球狀星團大致呈球形的散佈在銀冕並以高離心率的橢圓軌道環繞著銀河中心。在1917年，天文學家哈洛·夏普利就以球狀星團的分布狀態，估計出太陽距離銀河中心的距離；在這之前，我們不確定太陽在銀河中的位置。

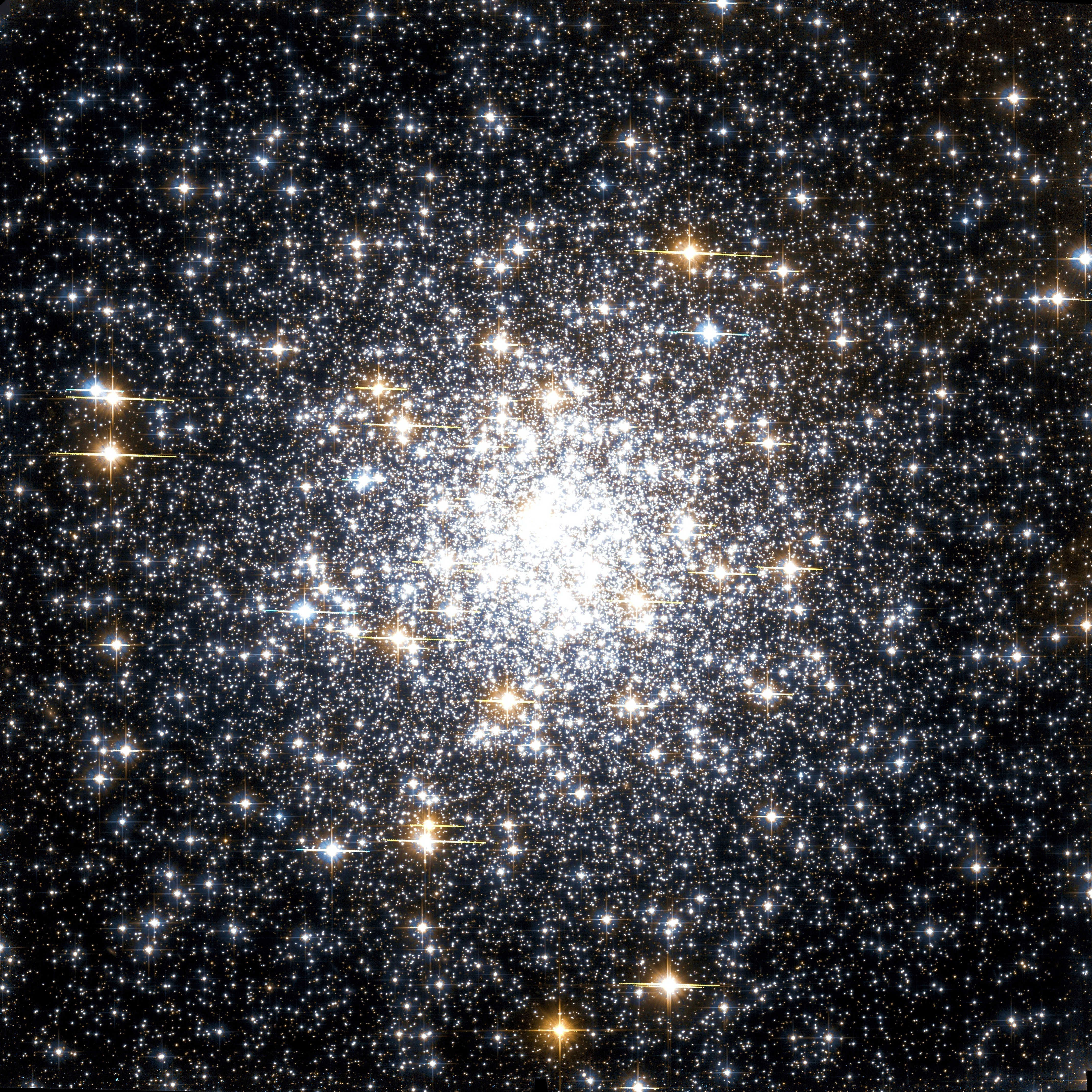
在人馬座的M 69。

直到最近，球狀星團在天文學上仍造成很大的迷惑，因為恆星演化理論估計出最老的球狀星團年齡比估計的宇宙年齡還要老。幸好，使用依巴谷衛星更精確的測量出球狀星團的距離，以及測量得越來越精確的哈伯常數，解決了這個悖論，宇宙的年齡大約是130億歲，比最老的球狀星團還大上數億歲。
超星團，像是銀河系的維斯特盧1，可能是球狀星團的前身。
我們的銀河系大約有150個球狀星團，其中有些可能是被銀河系破壞的小星系，球狀星團M79似乎就是這樣的一個例子。有些星系有非常多的球狀星團，巨大的橢圓星系M 87就擁有上千個球狀星團。
有少數明亮的球狀星團可以用肉眼看見，其中最亮的是奧米茄星團，在望遠鏡沒有發明之前，自古以來就在星表中被錯誤的登錄為恆星並廣為人知。最著名的球狀星團是在北半球的M 13，通常稱為武仙座大球狀星團。

## 中間的形態
2005年，在仙女座星系發現一種全新形式的星團，在某幾種方面與球狀星團相似 （但沒有那麼密集）。目前，在銀河系中還沒有發現任何一個中間集團 （也稱為延展球狀星團），但在仙女座星系中已經發現三個，分別命名為M31WFS C1  （页面存档备份，存于）、M31WFS C2、和M31WFS C3。
這種新發現的恆星集團包含數十萬顆的恆星，數量與球狀星團相似。這種集團的特徵，也就是金屬量和星族，也與球狀星團的相符。與球狀星團的差別只在它們非常的大－數百光年的直徑－和密度低了數百倍。因此，在延展球狀星團中的恆星距離也大了許多。在參數上，這種星團介於球狀星團 （低暗物質） 和矮橢球星系（暗物質主導） 之間。
還不清楚這種集團是如何形成的，但它們的形成可能和球狀星團有關。為何M 31有這樣的集團，目前還不知道。也不知道其它的星系是否也有這種集團，但也可能M 31是唯一擁有延展球狀星團的星系。

## 疏散星團

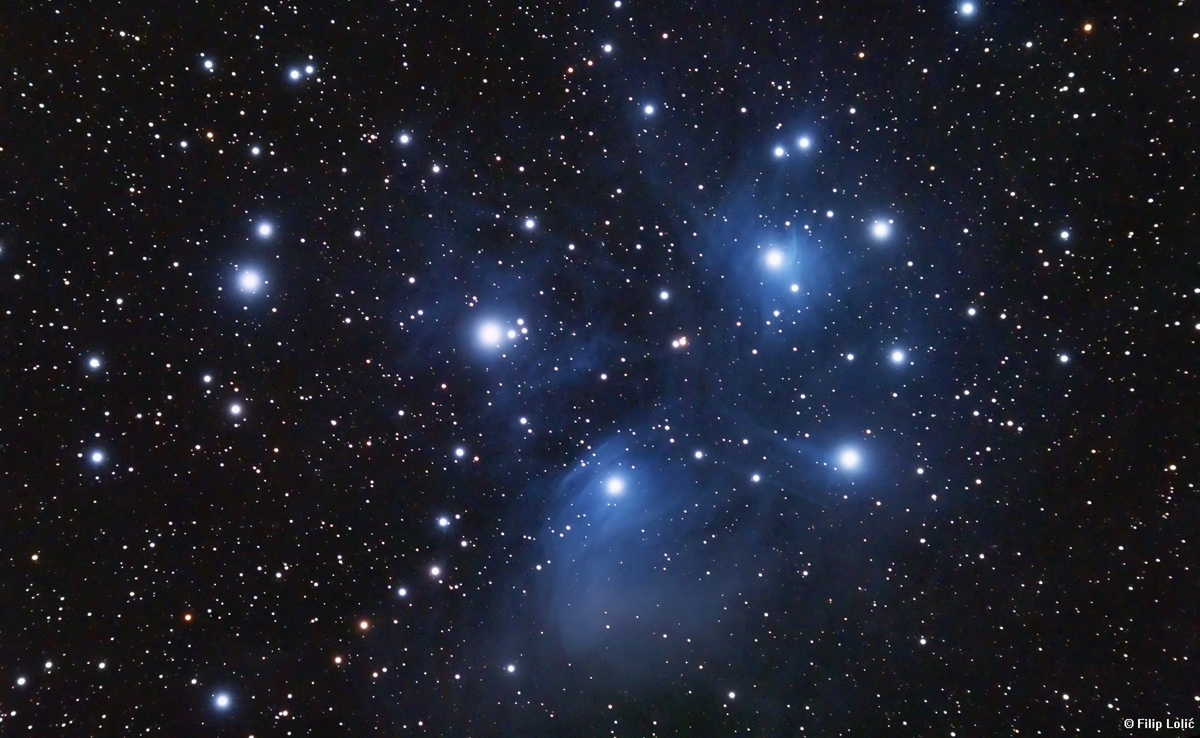
昴宿星團，以高溫藍色恆星主導，使環繞的雲氣形成反射星雲的疏散星團。

疏散星團 （OC） 與球狀星團完全不同。與分散成球形的球狀星團不同，它們侷限於銀河平面，並且幾乎都是在螺旋臂中被發現。它們一般都是年輕的天體，最多只有幾千萬年的年齡，只有少數例外，像是M 67 (最靠近與觀察到最老的疏散星團) 。它們形成於像是獵戶座星雲這樣的電離氫區。
疏散星團散布在高達30光年直徑的區域內，但通常只有數百顆恆星。相較於球狀星團的人煙稠密是密度非常的低，它們所受到的引力約束也很小，假以時日，會因為巨大分子雲和其它星團的引力而瓦解。近距離的遭遇也會導致恆星被彈出，這個過程稱為「蒸發」。
最顯著的疏散星團是位於金牛座的昴宿星團和畢宿星團。英仙座座的雙星團，h和χ，在夜空中也非常顯著。疏散星團通常由藍色的年輕恆星為主，雖然就恆星而言，它們只有數千萬年的壽命是短暫的，但在它們壽終正寢之前，疏散星團多數都已經潰散。

### 超星團
超星團 （SSC） 是非常大的恆星形成區，被認為是球狀星團的前身。

### 內埋星團
內埋星團 （EC） 是部分或全部包覆在星際塵埃或氣體內的恆星集團。內埋星團最著名的例子是梯形星團。蛇夫座ρ星雲（L1688）的核心區域也有一個內埋星團。

## 星協

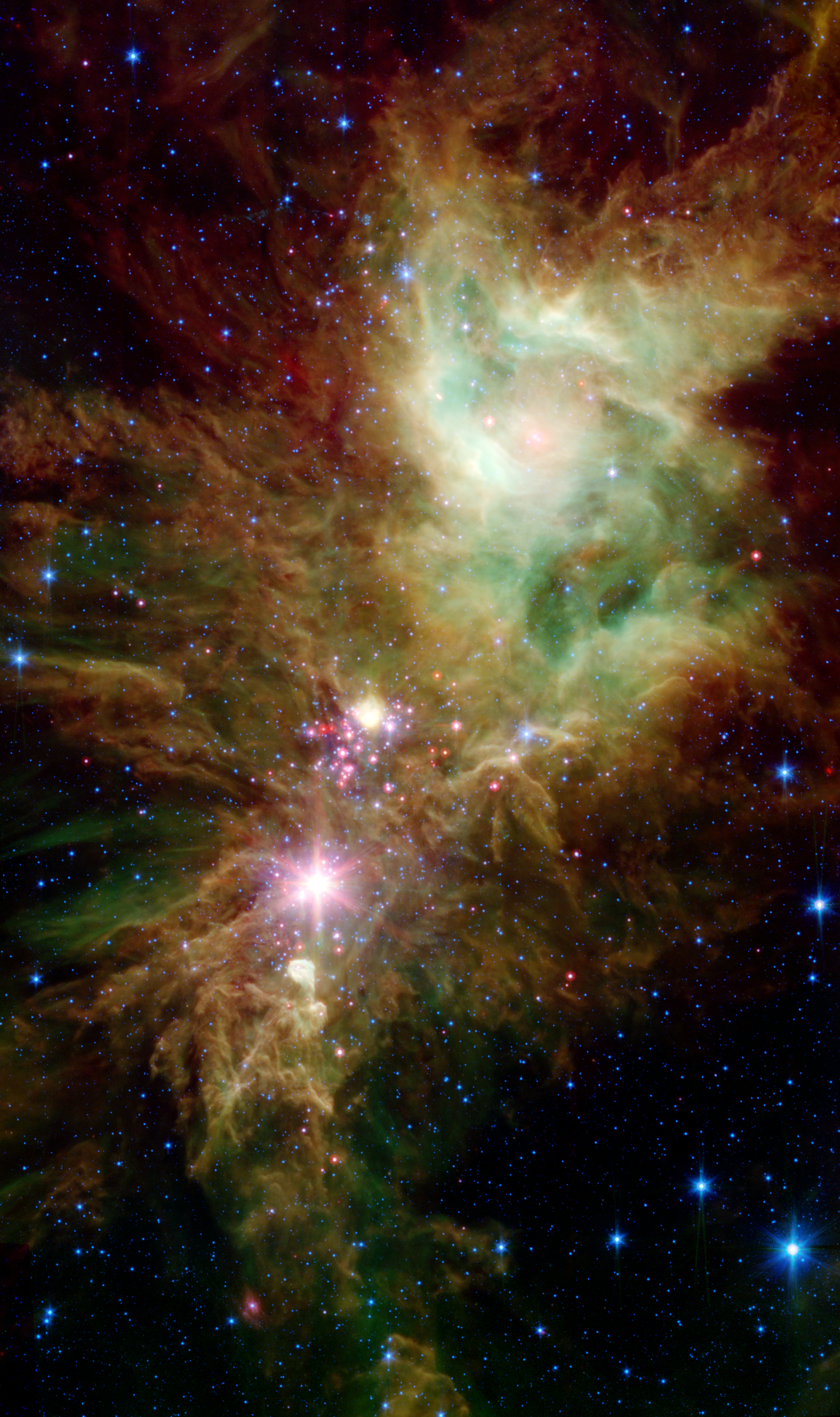
聖誕樹星團最終將會分離。

一個疏散星團一旦不受重力的約束，組成的恆星會在類似的路徑上繼續在空間中移動，這樣的集團稱為星協或是移動星群。在大北斗的大部分恆星原本是一個疏散星團的成員，現在是有著相同自行的大熊座移動星群。橫越過天空的其它恆星，包括貫索四和南三角座ζ都來自這個星群。太陽目前正為於這個星流的邊緣，但它不屬於這個星群，因為它顯示出不同的銀河軌道、年齡和化學成分。
另一個星協環繞著天船三，在雙筒望遠鏡下非常顯著。因為必須知道恆星的自行，因此無法檢測出遙遠的星群。

## 恆星雲

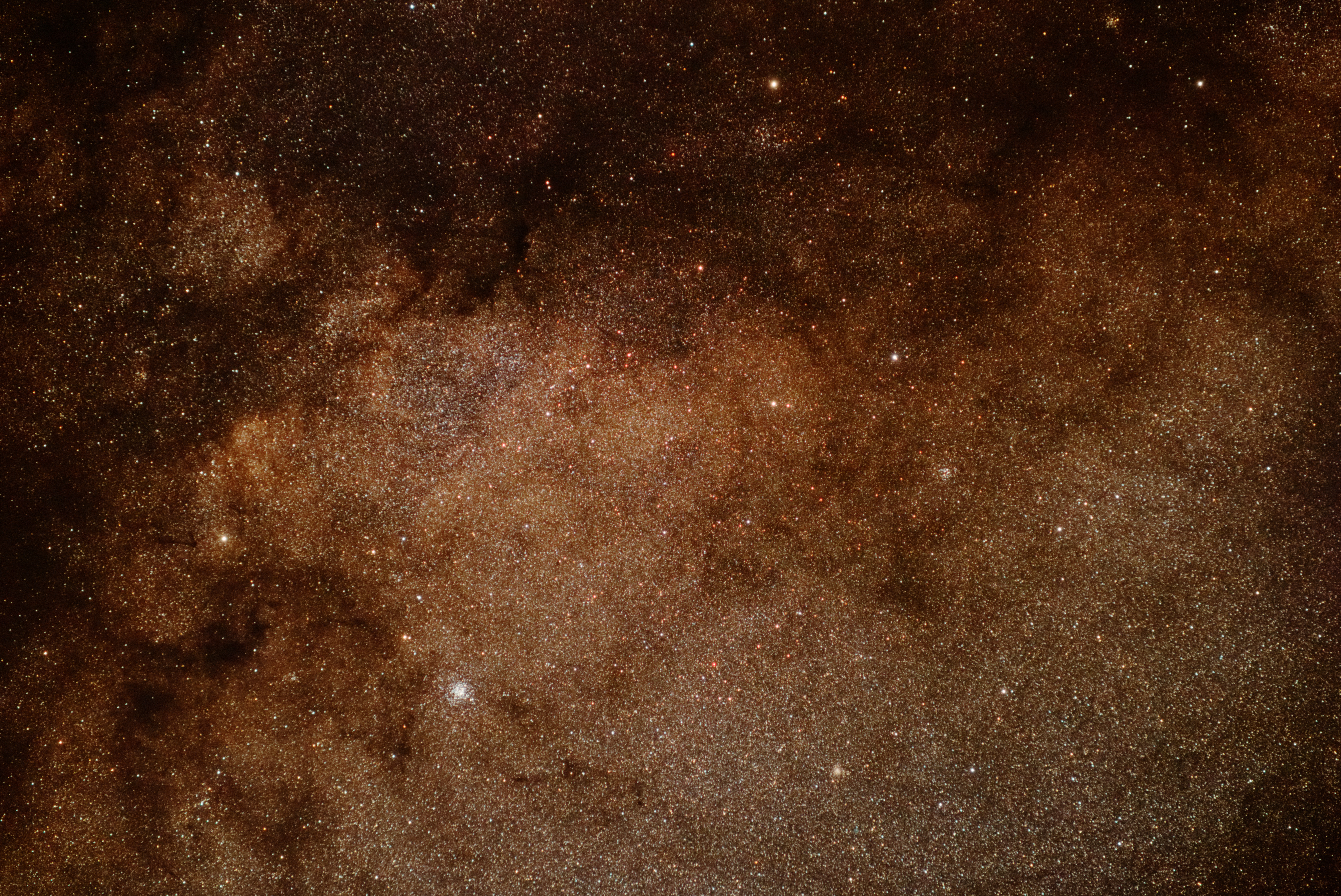
在左下角有星團Messier 11的盾牌座恆星雲與左下角的M11。

從科技上來講，恆星雲不是星團，而是星系內散布在縱深數千光年空間中的許多恆星集合成的大集團，它們中間通常會包含著星團。這些恆星看起來很密集，但不是任何結構的一部分。在銀河系內，通過大裂縫塵埃雲之間的縫隙，使我們可以沿著特定的視線看到更深遠的視野，顯示出恆星雲；在附近的星系中也發現了恆星雲。 恆星雲的例子包括大人馬座恆星雲、小人馬座恆星雲、盾牌座恆星雲、天鵝座恆星雲、矩尺座恆星雲和仙女座星系中的NGC 206。

## 星團在天文學上的意義
在天文學的許多領域，星團是很重要的。因為恆星都大約在同一時間誕生，在同一個集團中的恆星函數只有質量上的不同，所以恆星演化的理論完全依賴對疏散星團和球狀星團的觀測。
星團也是宇宙距離尺度上關鍵的一步。有幾個最接近的星團，可以用視差量度出距離，而在赫羅圖的亮度軸上可以繪製這些星團內已知恆星的絕對星等。然後，當繪製出未知距離星團的赫羅圖之後，對比主序帶的位置就可以估計出這個星團的距離。這個程序稱為主序擬合，在使用這種方法時要考慮紅化和星族的影響。

## 外部連結
- WEBDA open cluster database （页面存档备份，存于）
- NGC 2419 （页面存档备份，存于） -Globular Claster on SKY-MAP.ORG
- Star Clusters, SEDS Messier pages
- RG Research: Embedded Clusters （页面存档备份，存于）
- Encyclopaedia Britannica, Star cluster - full article （页面存档备份，存于）
- Super Star Cluster Discovered in Our Own Milky Way （页面存档备份，存于）
- Probing the Birth of Super Star Clusters: Implications for Massive Star Formation （页面存档备份，存于）, Kelsey E. Johnson, 2005
- A new population of extended, luminous star clusters in the halo of M31 （页面存档备份，存于）, A.P. Huxor et al., 2004
- HST/NICMOS Observations of the Embedded Cluster in NGC 2024: Constraints on the IMF and Binary Fraction （页面存档备份，存于）, Wilson M. Liu et al., 2003
- The Discovery of an Embedded Cluster of High-Mass Stars Near SGR 1900+14 （页面存档备份，存于）, Frederick J. Vrba et al., 2000